# Héraclide de Nysse
Pour les articles homonymes, voir Héraclide.
 (juillet 2018).
Si vous disposez d'ouvrages ou d'articles de référence ou si vous connaissez des sites web de qualité traitant du thème abordé ici, merci de compléter l'article en donnant les références utiles à sa vérifiabilité et en les liant à la section « Notes et références ».
Héraclide de Nysse est un évêque de Nysse mentionné par Photius comme étant l'auteur de deux lettres contre les Messaliens. Son épiscopat se situe dans le second quart du Ve siècle, entre 431 et 440 environ.
Ernest Honigmann a montré qu'on pouvait l'identifier au recenseur « B » de l' Histoire lausiaque de Pallade, où il a fusionné le texte primitif à des données de l'Historia monachorum in Aegypto. C'est un admirateur d'Évagre et il n'est pas opposé à l'origénisme, comme le montre la comparaison de son texte à celui de Pallade.
Ernest Honigmann lui a également attribué la Vie d'Olympiade (BHG 1374-1375), qui comporte des éléments présents dans la forme primitive de l'Histoire lausiaque ainsi que dans un autre ouvrage de Pallade, le Dial. de vita S. Iohann. Chrysostom. (BHG 870), dans un style « métaphrastique » qui rappelle celui de son travail sur l' Histoire lausiaque.

## Référence aux éditions
- CPG 6039-6040